# Grimoald der Ältere
Grimoald der Ältere (* um 615 oder 616; † 656, 657 oder 662 in Paris) war ein Fränkischer Hausmeier aus dem Geschlecht der Pippiniden, Sohn Pippins des Älteren.

## Leben
Grimoald übernahm nach einem kurzen Machtkampf 643 das austrasische Hausmeieramt seines 640 verstorbenen Vaters. Dieses hatte nach dem Tod Dagoberts I. im Jahre 638 oder 639 Otto, der Erzieher Sigiberts III., inne. Der Tod des Königs und die Unmündigkeit seines Nachfolgers führten auch zu einem Aufstand Radulfs, des Herzogs von Thüringen, der die Gelegenheit wahrnehmen wollte, die fränkische Oberhoheit abzuschütteln. Grimoald begleitete Sigibert III. und dessen Heer 640 und 641 auf dem Feldzug gegen die Thüringer, wobei es zu einer totalen Niederlage der königlichen Truppen kam. Im Chaos der Schlacht rettete Grimoald dem jungen König das Leben und gewann so dessen Freundschaft. 642 oder 643 ließ er Otto, den Hausmeier, vom alemannischen Herzog Leuthar ermorden, und wurde 643 endlich selbst Hausmeier. Grimoald führte in den nächsten Jahren praktisch völlig selbstständig die Regierungsgeschäfte für seinen König.
Sigibert III. führte eine über viele Jahre kinderlose Ehe, so dass er schließlich die Hoffnung aufgab, eigene Kinder zu bekommen. Grimoald überredete den König, seinen eigenen Sohn als Childebertus adoptivus – also unter einem Merowinger-Namen, sein wirklicher Name ist unbekannt – zu adoptieren. Dadurch erhoffte sich der Hausmeier, die merowingische Dynastie zugunsten seiner eigenen Familie stürzen zu können. Allerdings gebar die Königin doch noch einen eigenen gesunden Sohn, der Dagobert getauft und von seinem Vater zum Nachfolger proklamiert wurde, wobei seine Erziehung Grimoald obliegen sollte. Nach den Überlieferungen des Liber Historiae ließ der Hausmeier den Königssohn Dagobert nach dem Tod seines Vaters im Jahre 656 scheren und als Mönch nach Irland schicken. Grimoald hatte sein Ziel erreicht, und sein eigener Sohn wurde König des austrischen Reichsteils.
Dieser, der als Childebert (III.) adoptivus regierte, scheint zumindest in Austrasien auch sechs Jahre lang, bis zum eigenen Tod 662 anerkannt gewesen zu sein. Grimoald hingegen wurde wegen dieser Handlungen von Sigiberts Bruder Chlodwig II., der in Neustrien regierte, aus einem Hinterhalt gefangen genommen, nach Paris gebracht und dort 656 oder 657 im Kerker hingerichtet.
Die Dynastie Pippins des Älteren schien damit und nach dem frühen Tod Childeberts 662 bereits erloschen. Aus der Verbindung von Grimoalds Schwester Begga mit Ansegisel, dem Sohn Arnulfs von Metz, ging jedoch Pippin der Mittlere hervor, der die Macht im Frankenreich schließlich wieder für die Familie errang. Pippin der Mittlere wird allerdings entsprechend seiner väterlichen Herkunft den Arnulfingern zugeordnet.
Grimoald war ein Gründer der Abteien in Stablo und Malmedy.